# Rusca Montană, Caraș-Severin
Rusca Montană este satul de reședință al comunei cu același nume din județul Caraș-Severin, Banat, România.

## Personalități
- Livius Maderspach (1840-1921), inginer